# リーアンダー (テキサス州)
リーアンダー（Leander）は、アメリカ合衆国テキサス州のウィリアムソン郡にある都市。人口は5万9202人（2020年）。州都オースティンの北西35キロメートルに位置している。市域の一部はトラヴィス郡に入っている。

## 概要
1978年に市として法人化した。当時は純粋な農業地域だった。2000年代に入ると大規模な住宅地造成が始まり、ベッドタウン化が進行中である。
リーアンダーとオースティンは「キャプメトロレール」（en:CapMetro Rail）というライトレールで結ばれている。

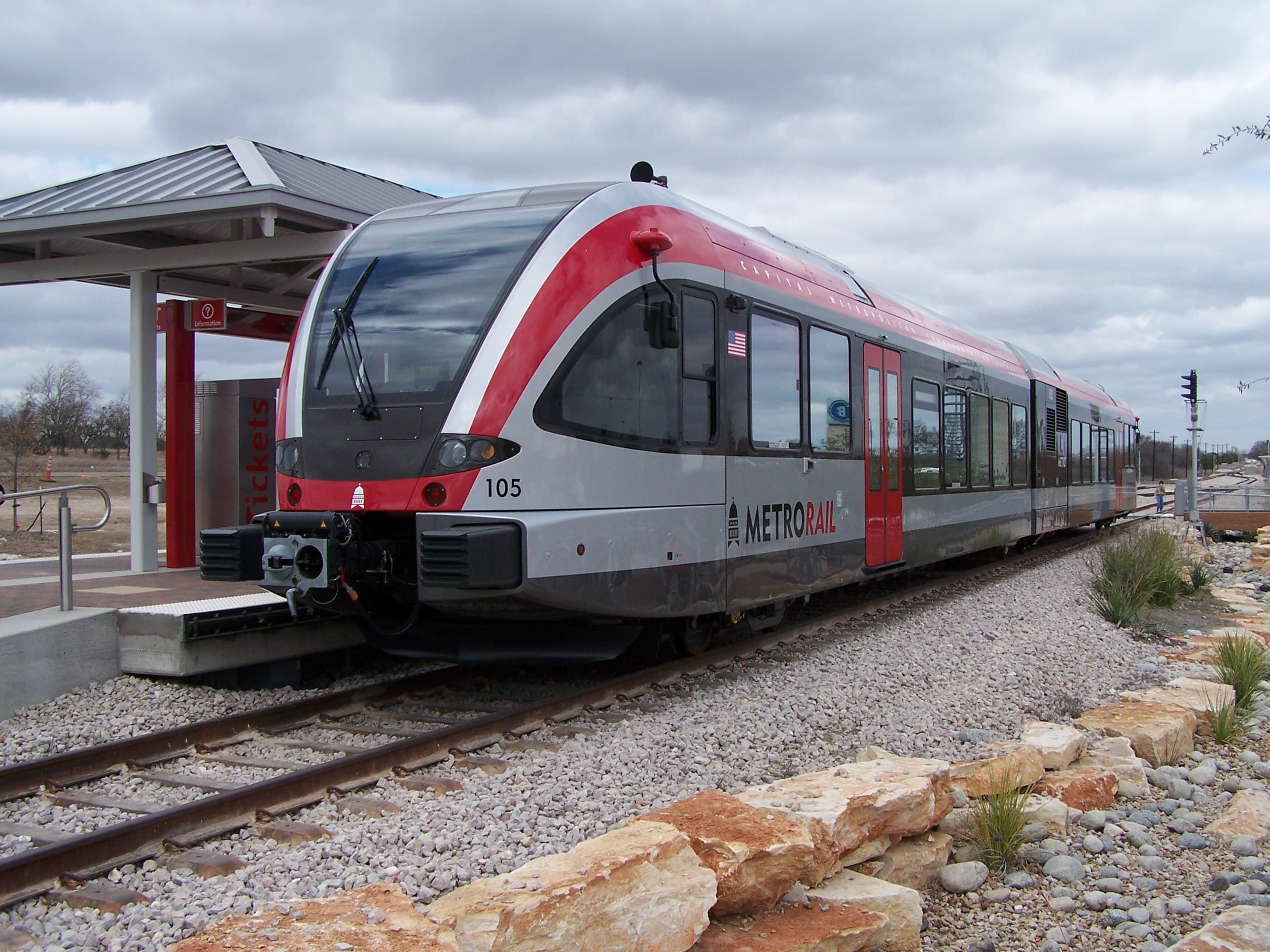
リーアンダー駅